# Aigua de la Corba
L'Aigua de la Corba és un torrent afluent per la dreta del Riu del Coll de Jouet, tributari de l'Aigua d'Ora.

## Municipis que travessa
Des del seu naixement, l'Aigua de la Corba travessa successivament els següents termes municipals.
|                                                  | Longitud (en m.) | % del recorregut |
| ------------------------------------------------ | ---------------- | ---------------- |
| Per l'interior del municipi de Castellar del Riu | 4.745            | 93,6%            |
| Per l'interior del municipi de Capolat           | 323              | 6,4%             |

## Perfil del seu curs
| metres de curs  | 0     | 500   | 1.000 | 1.500 | 2.000 | 2.500 | 3.000 | 3.500 | 4.000 | 4.500 | 5.068 |
| --------------- | ----- | ----- | ----- | ----- | ----- | ----- | ----- | ----- | ----- | ----- | ----- |
| Altitud (en m.) | 1.772 | 1.675 | 1.514 | 1.415 | 1.147 | 1.084 | 1.036 | 958   | 912   | 897   | 879   |
| % de pendent    | -     | 19,4  | 32,2  | 19,8  | 53,6  | 12,6  | 9,6   | 15,6  | 9,2   | 3,0   | 3,6   |

## Xarxa hidrogràfica

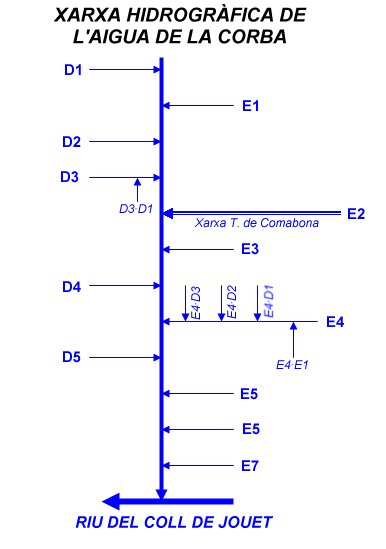
Xarxa hidrogràfica de l'Aigua de la Corba

La xarxa hidrogràfica de l'Aigua de la Corba està integrada per un total de 26 cursos fluvials. D'aquests, 12 són subsidiaris de 1r nivell, 11 ho són de 2n nivell, 1 ho és de 3r nivell i un altre ho és de 4t nivell.
La totalitat de la xarxa suma una longitud de 20.302 m., 19.979 dels quals transcorren pel terme municipal de Castellar del Riu i els 323 restants pel de Capolat.
| Nom/Codi del corrent fluvial       | Coordenades del seu origen                                    | Longitud (en metres) |
| ---------------------------------- | ------------------------------------------------------------- | -------------------- |
| L'Aigua de la Corba                | 42° 8′ 0.819″ N, 1° 45′ 12.93″ E / 42.13356083°N,1.7535917°E  | 5.068                |
| D1                                 | 42° 8′ 7.521″ N, 1° 44′ 29.32″ E / 42.13542250°N,1.7414778°E  | 122                  |
| E1                                 | 42° 7′ 58.35″ N, 1° 44′ 31.91″ E / 42.1328750°N,1.7421972°E   | 202                  |
| D2                                 | 42° 8′ 5.887″ N, 1° 44′ 21.50″ E / 42.13496861°N,1.7393056°E  | 135                  |
| D3                                 | 42° 8′ 11.82″ N, 1° 44′ 16.33″ E / 42.1366167°N,1.7378694°E   | 720                  |
| D3·D1                              | 42° 8′ 0.082″ N, 1° 44′ 11.18″ E / 42.13335611°N,1.7364389°E  | 152                  |
| E2                                 | Xarxa del Torrent de la Comabona                              | 7.654                |
| E3 Avinguda del Cingle de la Corba | 42° 7′ 30.94″ N, 1° 44′ 8.867″ E / 42.1252611°N,1.73579639°E  | 645                  |
| D4                                 | 42° 7′ 52.88″ N, 1° 43′ 48.64″ E / 42.1313556°N,1.7301778°E   | 534                  |
| E4                                 | 42° 7′ 24.18″ N, 1° 44′ 12.70″ E / 42.1233833°N,1.7368611°E   | 1.595                |
| E4·E1                              | 42° 7′ 21.74″ N, 1° 44′ 29.68″ E / 42.1227056°N,1.7415778°E   | 391                  |
| E4·E2                              | 42° 7′ 3.619″ N, 1° 44′ 5.373″ E / 42.11767194°N,1.73482583°E | 247                  |
| E4·D1                              | 42° 7′ 23.06″ N, 1° 44′ 4.525″ E / 42.1230722°N,1.73459028°E  | 438                  |
| E4·D2                              | 42° 7′ 18.78″ N, 1° 43′ 48.04″ E / 42.1218833°N,1.7300111°E   | 202                  |
| E4·D3                              | 42° 7′ 25.63″ N, 1° 43′ 44.28″ E / 42.1237861°N,1.7289667°E   | 342                  |
| D5                                 | 42° 7′ 25.46″ N, 1° 43′ 9.404″ E / 42.1237389°N,1.71927889°E  | 426                  |
| E5 Torrent del Companyó            | 42° 7′ 1.012″ N, 1° 43′ 36.73″ E / 42.11694778°N,1.7268694°E  | 808                  |
| E6                                 | 42° 7′ 1.606″ N, 1° 43′ 17.92″ E / 42.11711278°N,1.7216444°E  | 335                  |
| E7                                 | 42° 6′ 56.27″ N, 1° 43′ 7.617″ E / 42.1156306°N,1.71878250°E  | 286                  |